# Федоровка (Нижегородская область)
Федоровка — село в Краснооктябрьском районе Нижегородской области, стоит на речке Новаженке.

## История

### Русское царство
В середине XVII века в деревне Каланчихе была построена Церковь Воскресения Христова.
В 1678 году, на момент подворной переписи, в селе Богороцком Федоровском тож, что была деревня Коланчиха, стояло 6 людских дворов и 18 крестьянских дворов — всего 24 двора. Помещик: И. Ф. Анненков.
В первом десятилетии XVIII века братья И. И. и А. И. Анненковы перевели 14 крестьянских дворов из села Федоровского в Явлейку, Засурского стана, Саранского уезда, а землями при селе и оставшимися крестьянами стал владеть третий брат — Г. И. Анненков с детьми.
В 1710 году, на момент подворной переписи, в селе Федоровском было 5 крестьянских дворов.

### Российская империя
В 1722 году, на момент пополнения 1-й подушной переписи, в селе Федоровском, Пьянского стана, Алатырского уезда был 1 помещик: А. Г. Анненков. Мужское население — 68 человек.
В 1745 году, на момент 2-й подушной переписи, в селе Федоровском было 3 помещика: Ю. А. Анненков, С. В. Неплюев, И. И. Анненков. Мужское население — 76 человек.
В 1752 году в селе Федоровке построена деревянная церковь в честь иконы Казанской Божьей Матери с деревянной колокольней и двумя приделами: правый — во имя Святого пророка Илии, левый — во имя Святителя и Чудотворца Николая.
В 1762 году, на момент 3-й подушной переписи, в селе Богородском Федоровке тож, Пьянского стана, Алатырского уезда было 3 помещика: Ф. А. Грибоедов, Г. В. Масалитинов, Н. С. Неплюев. Население — 103 человека обоих полов.
В 1765 году Н. И. Гамалея продал Г. В. Масалитинову свое имение при селе Федоровском Богородском тож, Пьянского стана, Алатырского уезда.
В 1780 году было создано Нижегородское наместничество и село Федоровское перешло из Алатырского уезда в Сергачский уезд.
В 1782 году, на момент 4-й подушной переписи, село Федоровское-Богородское принадлежало Григорию Васильевичу, Варваре Григорьевне, Василию Григорьевичу, Ивану Григорьевичу, Аграфене Андреевне, Николаю Григорьевичу Масалитиновым.
В 1786 году, на момент проведения генерального межевания, в селе Федоровском было 2 помещицы: М. И. Грибоедова и Масалитинова. По данным 4-й подушной переписи, в селе было 105 душ мужского пола.
В 1795 году, на момент 5-й подушной переписи, село Федоровка принадлежало Григорию Васильевичу Масалитинову.
В 1811 году, на момент 6-й подушной переписи, село Федоровское-Богородское принадлежало Василию Григорьевичу Масалитинову.
В 1816 году, на момент 7-й подушной переписи, село Федоровское-Богородское принадлежало Василию Григорьевичу Масалитинову.
В 1834 году, на момент 8-й подушной переписи, село Федоровское-Богородское принадлежало Василию Григорьевичу Масалитинову.
В 1848 году в селе Федоровском было 99 крестьянских дворов.
В 1850 году, на момент 9-й подушной переписи, село Федоровское-Богородское принадлежало Никанору Васильевичу Масалитинову.
В 1858 году, на момент 10-й подушной переписи, село Федоровское-Богородское принадлежало губернскому секретарю Никанору (ошибочно - Никифору) Васильевичу Масалитинову.
В 1859 году владельческое село Федоровка (Богородское) при речке Новоженке входило в Сергачский уезд Нижегородской губернии и находилось по правую сторону Симбирской торговой дороги из Княгинина в Курмыш. В селе была 1 православная церковь и 100 крестьянских дворов. Число жителей: 775, из которых 367 мужчин и 408 женщин.
В 1864 году, тщанием прихожан, в селе Федоровском (Федорове) началась постройка деревянной, но на каменном фундаменте, Казанской церкви с колокольней и двумя приделами: Южный — во имя Святого пророка Илии, Северный — во имя Святителя и Чудотворца Николая. В 1865 году церковь была освящена.
В 1879 году, на момент проведения специального межевания, в селе Федоровке-Богородском было 5 помещиков: Н. Ф. Плещеева, Н. В. Масалитинов, И. В. Цыбульский, Е. К. Тризна, малолетние дети Ю. П. Коробкиной.
В 1884 году в селе Федоровском открыта церковно-приходская школа.
В 1893 году Казанская церковь села Федоровского была отремонтирована за счет пожертвований.
В 1895 году деревня Федоровка входила в Александровскую волость Сергачского уезда Нижегородской губернии, в ней было 1004 жителя: 484 мужчины и 520 женщин.
В 1897 году, на момент переписи населения, в селе Федоровке (Богородском) было 1058 жителей: 493 мужчины и 565 женщин.
В 1904 году была описана церковь села Федоровки: храм деревянный, 1865 года постройки, а в нем престолы — главный, холодный, во имя Казанской иконы Божьей Матери, да правый придел во имя святого Николая Чудотворца, да левый придел, во имя пророка Илии. В приходе 3 деревни. Прихожан 2457 человек: 1175 мужчин и 1284 женщины. Иерей — П. Д. Малиновский (1871 г.р.), диакон — Н. И. Колосов (1869 г.р.), псаломщик — В. Н. Доброславин (1837 г.р.), староста — И. К. Волков.
В 1911 году жители села Федоровки (Богородского), Александровской волости относились к 5 крестьянским обществам:
- общество бывших Масалитинова — 52 двора;
- общество бывших Н. Плещеевой — 50 дворов;
- общество бывших Тризны — 23 двора;
- общество бывших Цибульского — 34 двора;
- общество бывшего Коробкиной — 8 дворов.

В 1913 году в селе Федоровском открыта однокомплектная начальная земская школа.
В 1916 году в селе Федоровке, Александровской волости жил 1321 человек, а в Федоровской начальной земской школе училось 33 мальчика и 11 девочек.

### Российская Федерация
В 1999 году в селе был 131 житель.
В 2002 году, на момент переписи населения, в селе Федоровке было 105 жителей: 49 мужчин и 56 женщин.
В 2010 году, на момент переписи населения, в селе Федоровке было 82 жителя: 41 мужчина и 41 женщина.

## Достопримечательности
- Памятник «Воинам, павшим в годы Великой Отечественной войны»;
- Памятник «Участникам Великой Отечественной войны».

## Население
| 2002 | 2010 |
| ---- | ---- |
| 105  | ↘82  |

## Люди, связанные с селом
- Волков, Николай Фёдорович — политик;
- Мамутин, Борис Яковлевич — герой Советского Союза;
- Шулаев, Константин Дмитриевич — герой Советского Союза.

## Улицы
- улица Красная;
- улица Солнечная.